# I liga argentyńska w piłce nożnej (1964)
Mistrzem Argentyny w roku 1964 został klub Boca Juniors, a wicemistrzem Argentyny klub Independiente.
Nikt nie spadł do drugiej ligi, natomiast z drugiej ligi do pierwszej awansowały dwa kluby – CA Platense i Club Atlético Lanús. Pierwsza liga została powiększona z 16 do 18 klubów.
Do Copa Libertadores 1965 zakwalifikowały się następujące kluby:
- Boca Juniors (mistrz Argentyny)
- Independiente (obrońca tytułu)

## Primera Divisón

### Kolejka 1
| Data             | Mecz |
| ---------------- | --- |
| 26 kwietnia 1964 | Boca Juniors – Atlanta Buenos Aires 2:4 Paulo Valentim (2) - Carlos Griguol, Jorge Fernández, Jorge Domínguez (2) |
| 26 kwietnia 1964 | Chacarita Juniors – River Plate 0:1 Eladio Rojas                                                                  |
| 26 kwietnia 1964 | Independiente – Vélez Sarsfield 3:1 David Acevedo, Luis Suárez, Raúl Bernao - Alfredo González                    |
| 26 kwietnia 1964 | Newell’s Old Boys – Rosario Central 0:4 José Malleo (2), Néstor Borgogno, Alejo Medina                            |
| 26 kwietnia 1964 | Ferro Carril Oeste – Racing Club de Avellaneda 1:0 Antonio Garabal                                                |
| 26 kwietnia 1964 | Argentinos Juniors – CA Banfield 0:0                                                                              |
| 26 kwietnia 1964 | Gimnasia y Esgrima La Plata – San Lorenzo de Almagro 0:0                                                          |
| 26 kwietnia 1964 | CA Huracán – Estudiantes La Plata 1:1 Adalberto Marchesse - Eduardo Domínguez                                     |

### Kolejka 2
| Data        | Mecz                                                                                             |
| ----------- | ------------------------------------------------------------------------------------------------ |
| 3 maja 1964 | San Lorenzo de Almagro – Boca Juniors 1:1 Rubén Magdalena s - Paulo Valentim                     |
| 3 maja 1964 | River Plate – Argentinos Juniors 1:0 Vladem Lázaro Ruiz Quevedo                                  |
| 3 maja 1964 | Rosario Central – Independiente 0:0                                                              |
| 3 maja 1964 | Racing Club de Avellaneda – Newell’s Old Boys 1:0 César Menotti k                                |
| 3 maja 1964 | Atlanta Buenos Aires – Chacarita Juniors 1:1 Julio Nuin (k) - Jesús Roldán                       |
| 3 maja 1964 | CA Banfield – CA Huracán 2:1 Norberto Raffo, Mario Chaldú - Carlos L. Santana                    |
| 3 maja 1964 | Estudiantes La Plata – Ferro Carril Oeste 1:1 Miguel A. López - Héctor Berón                     |
| 3 maja 1964 | Vélez Sarsfield – Gimnasia y Esgrima La Plata 2:1 Juan C. Carone, Néstor Subiat - Héctor Antonio |

### Kolejka 3
| Data         | Mecz |
| ------------ | --- |
| 10 maja 1964 | Boca Juniors – Vélez Sarsfield 3:1 Paulo Valentim (2, 1k), Alberto M. González - Alfredo González (k)                                             |
| 10 maja 1964 | Chacarita Juniors – San Lorenzo de Almagro 0:0 |
| 10 maja 1964 | Newell’s Old Boys – Estudiantes La Plata 1:4 José M. Ferrero - Eduardo Domínguez (3), Osvaldo Nardiello                                           |
| 10 maja 1964 | Ferro Carril Oeste – CA Banfield 0:0 |
| 10 maja 1964 | Atlanta Buenos Aires – River Plate 2:0 Carlos Griguol, Julio Nuin k                                                                               |
| 10 maja 1964 | CA Huracán – Argentinos Juniors 2:2 Adalberto Marchesse, Carlos L. Santana - Rubén E. Fernández, Juan C. Salomón                                  |
| 10 maja 1964 | Gimnasia y Esgrima La Plata – Rosario Central 3:3 Pedro Marchetta, Alfredo H. Rojas, Pedro Galeano - Alejo Medina, Oscar Storti, Miguel A. Loayza |
| 10 maja 1964 | Independiente – Racing Club de Avellaneda 3:1 Mario Rodríguez, Raúl Savoy, Luis Suárez - César Menotti                                            |

### Kolejka 4
| Data                | Mecz |
| ------------------- | --- |
| 17 maja 1964        | Rosario Central – Boca Juniors 2:2 Alejo Medina (k), Héctor Borgogno - Paulo Valentim (2, 1k)                                                              |
| 17 maja 1964        | Estudiantes La Plata – Independiente 1:1 mecz przerwany został w 45 minucie – dokończony 7 października 1964                                               |
| 17 maja 1964        | San Lorenzo de Almagro – Atlanta Buenos Aires 1:0 Luis Díaz                                                                                                |
| 17 maja 1964        | Argentinos Juniors – Ferro Carril Oeste 0:1 Antonio Garabal                                                                                                |
| 17 maja 1964        | River Plate – CA Huracán 2:1 Luis Artime, Jorge R. Solari - Oscar T. López                                                                                 |
| 17 maja 1964        | CA Banfield – Newell’s Old Boys 5:2 Roberto Zárate, Norberto Raffo, Salvador Scoppa s, Julio San Lorenzo, Diego Bayo - Adolfo Vázquez s, Mario Zucca Silva |
| 17 maja 1964        | Racing Club de Avellaneda – Gimnasia y Esgrima La Plata 3:0 Juan C. Cárdenas, Luis Sivina, Federico Sacchi (k)                                             |
| 17 maja 1964        | Vélez Sarsfield – Chacarita Juniors 3:0 Eduardo Curia (2, 1k), Fernando Seijo s                                                                            |
| 7 października 1964 | Estudiantes La Plata – Independiente 1:1 Osvaldo Nardiello - Mario Rodríguez dokończenie 45 minut z 17 maja 1964                                           |

### Kolejka 5
| Data         | Mecz |
| ------------ | --- |
| 24 maja 1964 | Boca Juniors – Racing Club de Avellaneda 3:1 Paulo Valentim (2), Alcides Silveira - Juan C. Cárdenas         |
| 24 maja 1964 | San Lorenzo de Almagro – River Plate 1:1 Oscar Rossi - Luis Artime                                           |
| 24 maja 1964 | Ferro Carril Oeste – CA Huracán 0:2 Oscar T. López, Roberto Brookes                                          |
| 24 maja 1964 | Newell’s Old Boys – Argentinos Juniors 0:1 José Mesiano                                                      |
| 24 maja 1964 | Chacarita Juniors – Rosario Central 0:1 Sebastián García                                                     |
| 24 maja 1964 | Independiente – CA Banfield 2:0 Mario Rodríguez, Raúl Savoy                                                  |
| 24 maja 1964 | Atlanta Buenos Aires – Vélez Sarsfield 1:1 Miguel Vignale - Juan C. Carone                                   |
| 24 maja 1964 | Gimnasia y Esgrima La Plata – Estudiantes La Plata 3:1 Alfredo H. Rojas (2), Mario Pardo - Osvaldo Nardiello |

### Kolejka 6
| Data            | Mecz |
| --------------- | --- |
| 25 maja 1964    | Racing Club de Avellaneda – Chacarita Juniors 3:2 César Menotti (2, 1k), Luis Sivina - Marcos Conigliaro (2, 1k)                          |
| 14 czerwca 1964 | Estudiantes La Plata – Boca Juniors 0:1 Paulo Valentim (k)                                                                                |
| 14 czerwca 1964 | River Plate – Ferro Carril Oeste 1:0 Ermindo Onega                                                                                        |
| 14 czerwca 1964 | Argentinos Juniors – Independiente 3:0 Galdino Luraschi, Ricardo Ulrich (2) mecz rozegrany został na stadionie klubu Atlanta Buenos Aires |
| 14 czerwca 1964 | Vélez Sarsfield – San Lorenzo de Almagro 3:0 Juan C. Carone, Eduardo Curia (k), Néstor Subiat                                             |
| 14 czerwca 1964 | Rosario Central – Atlanta Buenos Aires 1:2 Ernesto Juárez - Juan C. Puntorero (2)                                                         |
| 14 czerwca 1964 | CA Banfield – Gimnasia y Esgrima La Plata 2:1 Julio San Lorenzo, Norberto Raffo - Mario Pardo                                             |
| 14 czerwca 1964 | CA Huracán – Newell’s Old Boys 0:2 Rolando Ance, José M. Ferrero (k)                                                                      |

### Kolejka 7
| Data            | Mecz |
| --------------- | --- |
| 21 czerwca 1964 | Boca Juniors – CA Banfield 2:0 Alberto M. González, Alcides Silveira                                                  |
| 21 czerwca 1964 | Independiente – CA Huracán 0:0                                                                                        |
| 21 czerwca 1964 | Vélez Sarsfield – River Plate 4:2 Roberto Karanicolas, Juan C. Carone (2), Néstor Subiat - Luis Artime, Ermindo Onega |
| 21 czerwca 1964 | Chacarita Juniors – Estudiantes La Plata 0:2 Osvaldo Nardiello, Félix Leeb                                            |
| 21 czerwca 1964 | Atlanta Buenos Aires – Racing Club de Avellaneda 0:0                                                                  |
| 21 czerwca 1964 | Newell’s Old Boys – Ferro Carril Oeste 0:4 Juan A. Pastorini, Antonio Garabal, Héctor Berón, Norberto Conde           |
| 21 czerwca 1964 | Gimnasia y Esgrima La Plata – Argentinos Juniors 1:1 Héctor Antonio - Ricardo Ulrich                                  |
| 21 czerwca 1964 | San Lorenzo de Almagro – Rosario Central 0:0                                                                          |

### Kolejka 8
| Data            | Mecz                                                                                                |
| --------------- | --------------------------------------------------------------------------------------------------- |
| 28 czerwca 1964 | Argentinos Juniors – Boca Juniors 0:0 mecz rozegrany został na stadionie klubu Atlanta Buenos Aires |
| 28 czerwca 1964 | Ferro Carril Oeste – Independiente 1:1 Juan A. Pastorini (k) - Luis Suárez                          |
| 28 czerwca 1964 | CA Banfield – Chacarita Juniors 0:2 Marcos Conigliaro, Jesús Roldán                                 |
| 28 czerwca 1964 | Estudiantes La Plata – Atlanta Buenos Aires 1:2 Adolfo Bielli - Miguel Vignale, Jorge Fernández     |
| 28 czerwca 1964 | Rosario Central – Vélez Sarsfield 0:0                                                               |
| 28 czerwca 1964 | Racing Club de Avellaneda – San Lorenzo de Almagro 0:1 Héctor Veira                                 |
| 28 czerwca 1964 | River Plate – Newell’s Old Boys 4:1 Oscar Mas, Ermindo Onega (2), Luis Artime - José M. Ferrero (k) |
| 28 czerwca 1964 | CA Huracán – Gimnasia y Esgrima La Plata 2:0 Roberto Brookes, Alberto Rendo                         |

### Kolejka 9
| Data         | Mecz                                                                                           |
| ------------ | ---------------------------------------------------------------------------------------------- |
| 2 lipca 1964 | Independiente – Newell’s Old Boys 4:0 Luis Suárez (2), Mario Rodríguez, Raúl Savoy             |
| 5 lipca 1964 | Boca Juniors – CA Huracán 1:0 Pedro Callá                                                      |
| 5 lipca 1964 | Vélez Sarsfield – Racing Club de Avellaneda 0:0                                                |
| 5 lipca 1964 | San Lorenzo de Almagro – Estudiantes La Plata 2:2 Roberto Telch, Ivo Diogo - Héctor Chacón (2) |
| 5 lipca 1964 | Chacarita Juniors – Argentinos Juniors 1:1 Néstor Sanguinetti - Rubén E. Fernández             |
| 5 lipca 1964 | Rosario Central – River Plate 1:2 Miguel A. Juárez - Oscar Más, Luis Artime                    |
| 5 lipca 1964 | Atlanta Buenos Aires – CA Banfield 0:4 Julio San Lorenzo (3), Adolfo Vázquez (k)               |
| 5 lipca 1964 | Gimnasia y Esgrima La Plata – Ferro Carril Oeste 0:0                                           |

### Kolejka 10
| Data          | Mecz |
| ------------- | --- |
| 19 lipca 1964 | Ferro Carril Oeste – Boca Juniors 0:1 Norberto Menéndez mecz rozegrany został na stadionie klubu Atlanta Buenos Aires |
| 19 lipca 1964 | River Plate – Independiente 2:1 Luis Artime (2) - Raúl Savoy                                                          |
| 19 lipca 1964 | Estudiantes La Plata – Vélez Sarsfield 2:3 Adolfo Bielli (2, 1k) - Daniel Willington, Eduardo Curia, Juan C. Carone   |
| 19 lipca 1964 | CA Huracán – Chacarita Juniors 5:1 Héctor Facundo (2), Alberto Rendo (2), Néstor Canevari - Víctor H. Alarcón s       |
| 19 lipca 1964 | Racing Club de Avellaneda – Rosario Central 0:0                                                                       |
| 19 lipca 1964 | CA Banfield – San Lorenzo de Almagro 0:0                                                                              |
| 19 lipca 1964 | Argentinos Juniors – Atlanta Buenos Aires 2:2 Galdino Luraschi (2) - Roberto Salomone, Oscar Clariá                   |
| 19 lipca 1964 | Newell’s Old Boys – Gimnasia y Esgrima La Plata 0:0                                                                   |

### Kolejka 11
| Data          | Mecz |
| ------------- | --- |
| 26 lipca 1964 | Boca Juniors – Newell’s Old Boys 0:0                                                                         |
| 26 lipca 1964 | Racing Club de Avellaneda – River Plate 0:0                                                                  |
| 26 lipca 1964 | Gimnasia y Esgrima La Plata – Independiente 2:3 Emir Scianda, Mario Pardo - Mario Rodríguez, Luis Suárez (2) |
| 26 lipca 1964 | Atlanta Buenos Aires – CA Huracán 0:3 Oscar T. López (2, 1k), Héctor Facundo                                 |
| 26 lipca 1964 | San Lorenzo de Almagro – Argentinos Juniors 4:0 Eladio Zárate, Fernando Aréan, Rafael Albrecht (2)           |
| 26 lipca 1964 | Vélez Sarsfield – CA Banfield 0:2 Robero Zárate, Anacleto Peano                                              |
| 26 lipca 1964 | Rosario Central – Estudiantes La Plata 1:1 Néstor Borgogno - Adolfo Bielli                                   |
| 26 lipca 1964 | Chacarita Juniors – Ferro Carril Oeste 2:0 Jesús Roldán, Néstor Rambert                                      |

### Kolejka 12
| Data            | Mecz |
| --------------- | --- |
| 2 sierpnia 1964 | Independiente – Boca Juniors 1:1 Mario Rodríguez - Alcides Silveira                                                 |
| 2 sierpnia 1964 | River Plate – Gimnasia y Esgrima La Plata 4:1 Luis Artime (2), Ermindo Onega (k), Juan C. Lallana - Pedro Marchetta |
| 2 sierpnia 1964 | Ferro Carril Oeste – Atlanta Buenos Aires 2:2 Orlando Benedetto, Antonio Garabal - José L. Luna, Jorge Fernández    |
| 2 sierpnia 1964 | Argentinos Juniors – Vélez Sarsfield 1:3 Martín Canseco - Horacio Barrionuevo, Eduardo Curia (2, 2k)                |
| 2 sierpnia 1964 | Estudiantes La Plata – Racing Club de Avellaneda 1:3 Federico Sacchi s - Juan C. Cárdenas (2), Raúl O. Belén        |
| 2 sierpnia 1964 | CA Huracán – San Lorenzo de Almagro 0:0                                                                             |
| 2 sierpnia 1964 | CA Banfield – Rosario Central 1:1 Jaime Martinoli - Néstor Manfredi                                                 |
| 2 sierpnia 1964 | Newell’s Old Boys – Chacarita Juniors 0:0                                                                           |

### Kolejka 13
| Data             | Mecz |
| ---------------- | --- |
| 9 sierpnia 1964  | Boca Juniors – Gimnasia y Esgrima La Plata 1:0 Antonio Rattín |
| 9 sierpnia 1964  | Estudiantes La Plata – River Plate 1:0 Félix Leeb |
| 9 sierpnia 1964  | San Lorenzo de Almagro – Ferro Carril Oeste 2:1 Rafael Albrecht, Fernando Aréan - Antonio Garabal                                                                                     |
| 9 sierpnia 1964  | Vélez Sarsfield – CA Huracán 3:2 Juan C. Carone (2), Eduardo Curia (k) - Alberto Rendo, Oscar T. López (k)                                                                            |
| 9 sierpnia 1964  | Racing Club de Avellaneda – CA Banfield 3:0 Luis Maidana, Dorval Rodrigues, Juan C. Cárdenas                                                                                          |
| 9 sierpnia 1964  | Atlanta Buenos Aires – Newell’s Old Boys 1:1 Jorge Fernández - Raúl O. Pérez |
| 9 sierpnia 1964  | Rosario Central – Argentinos Juniors 2:0 Miguel A. Loayza, Néstor Borgogno |
| 20 sierpnia 1964 | Chacarita Juniors – Independiente 1:5 Marcos Conigliaro - Pedro Prospitti (2), Rául Bernao, Mario Rodríguez, Raúl Savoy mecz rozegrany został na stadionie klubu Atlanta Buenos Aires |

### Kolejka 14
| Data             | Mecz |
| ---------------- | --- |
| 16 sierpnia 1964 | River Plate – Boca Juniors 0:0 |
| 16 sierpnia 1964 | Independiente – Atlanta Buenos Aires 2:0 Miguel A. Mori, Osvaldo Mura |
| 16 sierpnia 1964 | Newell’s Old Boys – San Lorenzo de Almagro 2:2 João Cardoso, Juan A. Castro - Héctor Veira, Eladio Zárate                                                                                               |
| 16 sierpnia 1964 | Argentinos Juniors – Racing Club de Avellaneda 2:3 Ricardo Ulrich, Juan C. Salomón - Federico Sacchi, Hugo D’Ambrosio s, Dorval Rodrigues mecz rozegrany został na stadionie klubu Atlanta Buenos Aires |
| 16 sierpnia 1964 | Ferro Carril Oeste – Vélez Sarsfield 1:1 Héctor Berón - Juan C. Carone |
| 16 sierpnia 1964 | CA Huracán – Rosario Central 2:2 Adalberto Marchesse, Roberto Brookes - Gualberto Muggione, Néstor Manfredi                                                                                             |
| 16 sierpnia 1964 | CA Banfield – Estudiantes La Plata 1:0 Roberto Zárate |
| 16 sierpnia 1964 | Gimnasia y Esgrima La Plata – Chacarita Juniors 2:2 Mario Pardo, Alfredo H. Rojas - Walter Davoine s, Osvaldo Biaggio                                                                                   |

### Kolejka 15
| Data                 | Mecz                                                                                               |
| -------------------- | -------------------------------------------------------------------------------------------------- |
| 5 sierpnia 1964      | Chacarita Juniors – Boca Juniors 0:0 mecz rozegrany został na stadionie klubu Atlanta Buenos Aires |
| 23 sierpnia 1964     | San Lorenzo de Almagro – Independiente 3:1 Héctor Veira (3) - Pedro Prospitti                      |
| 23 sierpnia 1964     | Estudiantes La Plata – Argentinos Juniors 1:0 Félix Leeb                                           |
| 23 sierpnia 1964     | Racing Club de Avellaneda – CA Huracán 2:1 Juan C. Cárdenas, ? - Alberto Rendo                     |
| 23 sierpnia 1964     | Atlanta Buenos Aires – Gimnasia y Esgrima La Plata 0:0                                             |
| 23 sierpnia 1964     | Vélez Sarsfield – Newell’s Old Boys 1:0 Eduardo Curia (k)                                          |
| 23 sierpnia 1964     | Rosario Central – Ferro Carril Oeste 1:1 Néstor Manfredi - Miguel A. Tojo                          |
| 21 października 1964 | River Plate – CA Banfield 1:2 Vladem Lázaro Ruiz Quevedo “Delem” - Diego Bayo, Norberto Raffo      |

### Kolejka 16
| Data             | Mecz                                                                                             |
| ---------------- | ------------------------------------------------------------------------------------------------ |
| 11 sierpnia 1964 | Atlanta Buenos Aires – Boca Juniors 0:2 Ángel C. Rojas, Oscar Pianetti (k)                       |
| 30 sierpnia 1964 | Vélez Sarsfield – Independiente 0:1 Pedro Prospitti                                              |
| 30 sierpnia 1964 | River Plate – Chacarita Juniors 3:0 Oscar Más, Luis Artime (2)                                   |
| 30 sierpnia 1964 | Estudiantes La Plata – CA Huracán 1:1 Adolfo Bielli (k) - Roberto Brookes                        |
| 30 sierpnia 1964 | CA Banfield – Argentinos Juniors 1:0 Norberto Raffo                                              |
| 30 sierpnia 1964 | Rosario Central – Newell’s Old Boys 2:2 Néstor Manfredi (2) - Mario Zucca Silva, João Cardoso    |
| 30 sierpnia 1964 | San Lorenzo de Almagro – Gimnasia y Esgrima La Plata 0:1 Mario Pardo                             |
| 30 sierpnia 1964 | Racing Club de Avellaneda – Ferro Carril Oeste 1:2 Luis Maidana - Miguel A. Tojo, Felipe Ribaudo |

### Kolejka 17
| Data                 | Mecz |
| -------------------- | --- |
| 5 września 1964      | Boca Juniors – San Lorenzo de Almagro 3:0 Norberto Menéndez, Silvio R. Ruiz s, Ángel C. Rojas                                     |
| 5 września 1964      | CA Huracán – CA Banfield 0:0 |
| 5 września 1964      | Argentinos Juniors – River Plate 1:1 Galdino Luraschi - Luis Artime mecz rozegrany został na stadionie klubu Atlanta Buenos Aires |
| 5 września 1964      | Newell’s Old Boys – Racing Club de Avellaneda 1:1 Rubens Nemiña - César Menotti                                                   |
| 5 września 1964      | Ferro Carril Oeste – Estudiantes La Plata 3:1 Miguel A. Tojo, Antonio Garabal, Héctor Berón - Adolfo Bielli                       |
| 5 września 1964      | Chacarita Juniors – Atlanta Buenos Aires 2:1 Marcos Conigliaro, Jesús Roldán - José L. Luna                                       |
| 5 września 1964      | Gimnasia y Esgrima La Plata – Vélez Sarsfield 0:0                                                                                 |
| 21 października 1964 | Independiente – Rosario Central 2:0 Luis Suárez, Raúl Bernao                                                                      |

### Kolejka 18
| Data             | Mecz |
| ---------------- | --- |
| 13 września 1964 | Vélez Sarsfield – Boca Juniors 0:1 Antonio Rattín |
| 13 września 1964 | Racing Club de Avellaneda – Independiente 0:1 Luis Suárez                                                                                            |
| 13 września 1964 | River Plate – Atlanta Buenos Aires 1:2 Vladem Lázaro Ruiz Quevedo “Delem” - Miguel Vignale, Juan C. Puntorero                                        |
| 13 września 1964 | San Lorenzo de Almagro – Chacarita Juniors 6:1 Fernando Aréan (2), Eladio Zárate, Héctor Veira, Rafael Albrecht, Jorge Castiglia - Marcos Conigliaro |
| 13 września 1964 | Argentinos Juniors – CA Huracán 0:1 Dionisio Valdez                                                                                                  |
| 13 września 1964 | Rosario Central – Gimnasia y Esgrima La Plata 1:1 Héctor Borgogno - Alfredo H. Rojas                                                                 |
| 13 września 1964 | CA Banfield – Ferro Carril Oeste 0:0 |
| 13 września 1964 | Estudiantes La Plata – Newell’s Old Boys 1:1 Eduardo Domínguez - José M. Ferrero                                                                     |

### Kolejka 19
| Data                 | Mecz                                                                                               |
| -------------------- | -------------------------------------------------------------------------------------------------- |
| 20 września 1964     | Boca Juniors – Rosario Central 1:0 Pedro Callá                                                     |
| 20 września 1964     | Atlanta Buenos Aires – San Lorenzo de Almagro 2:1 Julio Nuin (k), Jorge Domínguez - Fernando Aréan |
| 20 września 1964     | Gimnasia y Esgrima La Plata – Racing Club de Avellaneda 1:1 Luis Ciaccia - Juan C. Mesías          |
| 20 września 1964     | Ferro Carril Oeste – Argentinos Juniors 1:0 Felipe Ribaudo                                         |
| 20 września 1964     | Chacarita Juniors – Vélez Sarsfield 1:0 Roberto Canosa s                                           |
| 20 września 1964     | Newell’s Old Boys – CA Banfield 0:0                                                                |
| 1 października 1964  | CA Huracán – River Plate 2:2 Roberto Brookes, Juan C. Schneider - Ermindo Onega (k), Alberto Sainz |
| 28 października 1964 | Independiente – Estudiantes La Plata 1:0 Mario Rodríguez                                           |

### Kolejka 20
| Data              | Mecz                                                                                                 |
| ----------------- | --- |
| 27 września 1964  | Racing Club de Avellaneda – Boca Juniors 1:0 Federico Sacchi                                         |
| 27 września 1964  | River Plate – San Lorenzo de Almagro 1:1 Luis Artime - Fernando Aréan                                |
| 27 września 1964  | Estudiantes La Plata – Gimnasia y Esgrima La Plata 1:1 Osvaldo Nardiello (k) - Guillermo Escalada    |
| 27 września 1964  | Vélez Sarsfield – Atlanta Buenos Aires 1:1 Juan C. Carone - Carlos Griguol                           |
| 27 września 1964  | CA Huracán – Ferro Carril Oeste 3:1 Héctor Facundo, Alberto Rendo, Dionisio Valdez - Antonio Garabal |
| 27 września 1964  | Argentinos Juniors – Newell’s Old Boys 1:1 Galdino Luraschi - Raúl O. Pérez                          |
| 27 września 1964  | Rosario Central – Chacarita Juniors 1:2 Fernando Seijo s - Néstor Rambert (2)                        |
| 10 listopada 1964 | CA Banfield – Independiente 2:1 Diego Bayo, Norberto Raffo - Luis Suárez                             |

### Kolejka 21
| Data                | Mecz |
| ------------------- | --- |
| 4 października 1964 | Boca Juniors – Estudiantes La Plata 0:0                                                                      |
| 4 października 1964 | Independiente – Argentinos Juniors 3:0 Pedro Prospitti, Luis Suárez (2)                                      |
| 4 października 1964 | San Lorenzo de Almagro – Vélez Sarsfield 2:1 Fernando Aréan, Héctor Veira - Alfredo González                 |
| 4 października 1964 | Chacarita Juniors – Racing Club de Avellaneda 0:3 Luiz Claudio, Federico Sacchi (2, 1k)                      |
| 4 października 1964 | Ferro Carril Oeste – River Plate 0:0                                                                         |
| 4 października 1964 | Atlanta Buenos Aires – Rosario Central 3:1 Carlos Griguol, Isaac Andrade, Jorge Fernández - Miguel A. Loayza |
| 4 października 1964 | Gimnasia y Esgrima La Plata – CA Banfield 1:1 Alfredo H. Rojas - Diego Bayo                                  |
| 4 października 1964 | Newell’s Old Boys – CA Huracán 1:2 Mario Zucca Silva - Oscar T. López, Adalberto Marchesse                   |

### Kolejka 22
| Data                 | Mecz |
| -------------------- | --- |
| 11 października 1964 | CA Banfield – Boca Juniors 1:0 Anacleto Peano                                                                                                  |
| 11 października 1964 | River Plate – Vélez Sarsfield 1:0 Domingo Lejona s                                                                                             |
| 11 października 1964 | CA Huracán – Independiente 1:0 Roberto Brookes                                                                                                 |
| 11 października 1964 | Rosario Central – San Lorenzo de Almagro 3:1 Néstor Borgogno, Ricardo Giménez, Miguel A. Loayza - Héctor Veira                                 |
| 11 października 1964 | Racing Club de Avellaneda – Atlanta Buenos Aires 3:3 Juan C. Cárdenas, César Menotti, Dorval Rodrigues - Jorge Fernández (2), Roberto Salomone |
| 11 października 1964 | Argentinos Juniors – Gimnasia y Esgrima La Plata 2:1 Juan C. Salomón (2, 1k) - Walter Davoine                                                  |
| 11 października 1964 | Ferro Carril Oeste – Newell’s Old Boys 2:1 Mario Griguol, Antonio Garabal - Mario Zucca Silva                                                  |
| 11 października 1964 | Estudiantes La Plata – Chacarita Juniors 2:2 Adolfo Bielli, Osvaldo Nardiello - Pedro Confesor, Néstor Rambert                                 |

### Kolejka 23
| Data                 | Mecz |
| -------------------- | --- |
| 18 października 1964 | Boca Juniors – Argentinos Juniors 1:0 Pedro Callá (k)                                                                |
| 18 października 1964 | Independiente – Ferro Carril Oeste 2:1 Luis Suárez, Raúl Bernao - Héctor Berón                                       |
| 18 października 1964 | Gimnasia y Esgrima La Plata – CA Huracán 1:0 Mario Pardo                                                             |
| 18 października 1964 | Newell’s Old Boys – River Plate 0:0                                                                                  |
| 18 października 1964 | San Lorenzo de Almagro – Racing Club de Avellaneda 0:3 Juan C. Cárdenas (2), César Menotti (k)                       |
| 18 października 1964 | Atlanta Buenos Aires – Estudiantes La Plata 2:2 Jorge Domínguez, Roberto Salomone - Eduardo Domínguez, Adolfo Bielli |
| 18 października 1964 | Chacarita Juniors – CA Banfield 1:0 Néstor Rambert                                                                   |
| 18 października 1964 | Vélez Sarsfield – Rosario Central 4:1 Daniel Willington (2), Juan C. Carone, Eduardo Curia - Ernesto Juárez          |

### Kolejka 24
| Data                 | Mecz |
| -------------------- | --- |
| 25 października 1964 | CA Huracán – Boca Juniors 0:2 Alberto M. González (2)                                                                   |
| 25 października 1964 | Racing Club de Avellaneda – Vélez Sarsfield 0:1 Eduardo Curia (k)                                                       |
| 25 października 1964 | Estudiantes La Plata – San Lorenzo de Almagro 1:4 Osvaldo Nardiello - Héctor Veira (2), Rafael Albrecht, Fernando Aréan |
| 25 października 1964 | River Plate – Rosario Central 2:0 Ermindo Onega (2, 1k)                                                                 |
| 25 października 1964 | CA Banfield – Atlanta Buenos Aires 2:3 Oscar Clariá s, Norberto Raffo - Juan C. Puntorero (2), Ezequiel Llanos s        |
| 25 października 1964 | Ferro Carril Oeste – Gimnasia y Esgrima La Plata 1:2 Antonio Garabal - Alfredo H. Rojas, Guillermo Escalada             |
| 25 października 1964 | Argentinos Juniors – Chacarita Juniors 1:2 Martín Canseco - Antonio Pérez, Marcos Conigliaro                            |
| 6 listopada 1964     | Newell’s Old Boys – Independiente 0:0                                                                                   |

### Kolejka 25
| Data             | Mecz |
| ---------------- | --- |
| 1 listopada 1964 | Boca Juniors – Ferro Carril Oeste 1:0 Ayres Moraes                                                          |
| 1 listopada 1964 | Independiente – River Plate 0:0                                                                             |
| 1 listopada 1964 | San Lorenzo de Almagro – CA Banfield 4:1 Fernando Aréan, Rafael Albrecht (2), Héctor Veira - Anacleto Peano |
| 1 listopada 1964 | Rosario Central – Racing Club de Avellaneda 3:0 Roque Palacios, Carlos A. Bulla (2)                         |
| 1 listopada 1964 | Chacarita Juniors – CA Huracán 4:2 Marcos Conigliaro (3), Pedro Confesor - Néstor Canevari (2, 1k)          |
| 1 listopada 1964 | Atlanta Buenos Aires – Argentinos Juniors 2:0 Oscar Claría, Juan C. Puntorero                               |
| 1 listopada 1964 | Gimnasia y Esgrima La Plata – Newell’s Old Boys 1:0 Mario Pardo                                             |
| 1 listopada 1964 | Vélez Sarsfield – Estudiantes La Plata 1:2 Néstor Subiat - José Yudica, Enrique Cavoli                      |

### Kolejka 26
| Data             | Mecz |
| ---------------- | --- |
| 6 listopada 1964 | River Plate – Racing Club de Avellaneda 4:3 Ermindo Onega (2), Vladem Lázaro Ruiz Quevedo “Delem”, Luis Cubilla - César Menotti (2), Juan C. Cárdenas |
| 8 listopada 1964 | Newell’s Old Boys – Boca Juniors 1:1 Luis Oficialdegui - Rubens Nemiña s                                                                              |
| 8 listopada 1964 | Argentinos Juniors – San Lorenzo de Almagro 0:2 Héctor Veira, Juan C. Carotti                                                                         |
| 8 listopada 1964 | CA Huracán – Atlanta Buenos Aires 2:0 Adalberto Marchesse, Roberto Brookes                                                                            |
| 8 listopada 1964 | CA Banfield – Vélez Sarsfield 1:1 Mario Chaldú - Daniel Willington                                                                                    |
| 8 listopada 1964 | Ferro Carril Oeste – Chacarita Juniors 1:1 Juan A. Pastorini - David Iñigo                                                                            |
| 8 listopada 1964 | Estudiantes La Plata – Rosario Central 1:1 Francisco Escos - Néstor Manfredi                                                                          |
| 8 listopada 1964 | Independiente – Gimnasia y Esgrima La Plata 2:1 Pedro Prospitti (2) - Mario Pardo                                                                     |

### Kolejka 27
| Data              | Mecz |
| ----------------- | --- |
| 15 listopada 1964 | Boca Juniors – Independiente 1:0 Pedro Callá                                                                                                   |
| 15 listopada 1964 | Gimnasia y Esgrima La Plata – River Plate 1:0 Alfredo H. Rojas                                                                                 |
| 15 listopada 1964 | Racing Club de Avellaneda – Estudiantes La Plata 5:1 César Menotti (2, 1k), Juan C. Cárdenas (2), Benedicto Baptista - Adolfo Bielli           |
| 15 listopada 1964 | San Lorenzo de Almagro – CA Huracán 3:0 Héctor Veira, Juan C. Carotti, Roberto Telch                                                           |
| 15 listopada 1964 | Atlanta Buenos Aires – Ferro Carril Oeste 5:1 Marcos Zarich, Jorge Fernández, Miguel A. Villegas (2), Oscar Clariá (k) - Juan A. Pastorini (k) |
| 15 listopada 1964 | Rosario Central – CA Banfield 2:1 Carlos A. Bulla, Néstor Manfredi - Norberto Raffo                                                            |
| 15 listopada 1964 | Chacarita Juniors – Newell’s Old Boys 3:1 Jesús Roldán, Néstor Rambert, Antonio Pérez - José M. Ferrero (k)                                    |
| 15 listopada 1964 | Vélez Sarsfield – Argentinos Juniors 4:3 Eduardo Curia, Néstor Subiat (2), Juan C. Carone - Alberto De Luca, Ricardo Ulrich (2)                |

### Kolejka 28
| Data              | Mecz                                                                                      |
| ----------------- | ----------------------------------------------------------------------------------------- |
| 20 listopada 1964 | Newell’s Old Boys – Atlanta Buenos Aires 1:1 Luis Oficialdegui - Jorge Fernández          |
| 22 listopada 1964 | Gimnasia y Esgrima La Plata – Boca Juniors 0:1 Benicio Ferreira                           |
| 22 listopada 1964 | Independiente – Chacarita Juniors 1:0 Raúl Bernao                                         |
| 22 listopada 1964 | CA Banfield – Racing Club de Avellaneda 3:0 Oscar Villano, Anacleto Peano, Norberto Raffo |
| 22 listopada 1964 | CA Huracán – Vélez Sarsfield 1:0 Adalberto Marchesse                                      |
| 22 listopada 1964 | Argentinos Juniors – Rosario Central 1:1 Carlos A. Castillo - José Malleo                 |
| 22 listopada 1964 | River Plate – Estudiantes La Plata 3:2 Ermindo Onega (3, 1k) - Félix Leeb, ?              |
| 22 listopada 1964 | Ferro Carril Oeste – San Lorenzo de Almagro 1:1 Juan A. Pastorini - Héctor Veira          |

### Kolejka 29
| Data              | Mecz |
| ----------------- | --- |
| 29 listopada 1964 | Boca Juniors – River Plate 1:1 (0:1) Widzowie: 39 675 Sędzia: Aurelio Domingo Bossolino. Bramki: 0:1 Luis Artime 11, 1:1 Norberto Menéndez 66 Club Atlético Boca Juniors: Antonio Roma – José María Silvero, Silvio Marzolini, Carmelo Simeone, Antonio Ubaldo Rattín, Orlando Pecanha de Carvalho, Ernesto Grillo, Norberto Menéndez, Paulo Valentim, Benicio Ferreira, Alberto Mario González. Club Atlético River Plate: Amadeo Raúl Carrizo – José Manuel Ramos Delgado, Roberto Matosas, Alberto Carlos Sainz, Vladislao Wenceslao Cap, José Varacka, Jorge Raúl Solari, Enrique Santiago Fernández, Luis Artime, Ermindo Ángel Onega, Luis Alberto Cubilla. |
| 29 listopada 1964 | Atlanta Buenos Aires – Independiente 2:1 Juan C. Puntorero, Jorge Domínguez - Luis Suárez |
| 29 listopada 1964 | San Lorenzo de Almagro – Newell’s Old Boys 2:0 Rafael Albrecht (k), Héctor Veira |
| 29 listopada 1964 | Racing Club de Avellaneda – Argentinos Juniors 3:2 Juan C. Cárdenas, César Menotti, Daniel Bayo - Carlos A. Castillo, Ricardo Ulrich (k) |
| 29 listopada 1964 | Chacarita Juniors – Gimnasia y Esgrima La Plata 0:0 |
| 29 listopada 1964 | Rosario Central – CA Huracán 2:0 José Malleo, Néstor Manfredi |
| 29 listopada 1964 | Estudiantes La Plata – CA Banfield 2:0 Osvaldo Nardiello (2) |
| 29 listopada 1964 | Vélez Sarsfield – Ferro Carril Oeste 1:3 Juan C. Carone - Felipe Ribaudo (2), Antonio Garabal |

### Kolejka 30
| Data           | Mecz                                                                                                 |
| -------------- | --- |
| 3 grudnia 1964 | CA Huracán – Racing Club de Avellaneda 1:1 Roberto Brookes - Dorval Rodrigues                        |
| 6 grudnia 1964 | Boca Juniors – Chacarita Juniors 2:1 Héctor Catalano (k), Ángel C. Rojas - Néstor Rambert            |
| 6 grudnia 1964 | Independiente – San Lorenzo de Almagro 2:2 Osvaldo Mura, Raúl Savoy - Héctor Veira (2)               |
| 6 grudnia 1964 | CA Banfield – River Plate 2:2 Diego Bayo, Norberto Raffo - Luis Artime, Ermindo Onega                |
| 6 grudnia 1964 | Newell’s Old Boys – Vélez Sarsfield 0:3 Daniel Willington, Juan C. Carone (2)                        |
| 6 grudnia 1964 | Argentinos Juniors – Estudiantes La Plata 2:0 Galdino Luraschi, R. Pérez                             |
| 6 grudnia 1964 | Ferro Carril Oeste – Rosario Central 3:0 Felipe Ribaudo, Héctor Berón, Juan A. Pastorini             |
| 6 grudnia 1964 | Gimnasia y Esgrima La Plata – Atlanta Buenos Aires 1:2 Mario Pardo - Marcos Zarich, José L. Luna (k) |

### Końcowa tabela sezonu 1964
| Poz | Klub                        | Mecze | Zw | Rem | Por | Pkt | BrZd | BrStr |
| --- | --------------------------- | ----- | -- | --- | --- | --- | ---- | ----- |
| 1   | Boca Juniors                | 30    | 17 | 10  | 3   | 44  | 35   | 15    |
| 2   | Independiente               | 30    | 15 | 8   | 7   | 38  | 44   | 26    |
| 3   | River Plate                 | 30    | 13 | 11  | 6   | 37  | 42   | 30    |
| 4   | San Lorenzo de Almagro      | 30    | 12 | 12  | 6   | 36  | 46   | 31    |
| 5   | Atlanta Buenos Aires        | 30    | 12 | 11  | 7   | 35  | 46   | 42    |
| 6   | Racing Club de Avellaneda   | 30    | 12 | 8   | 10  | 32  | 45   | 37    |
| 7   | CA Banfield                 | 30    | 11 | 10  | 9   | 32  | 34   | 32    |
| 8   | CA Vélez Sarsfield          | 30    | 12 | 7   | 11  | 31  | 43   | 36    |
| 9   | CA Huracán                  | 30    | 10 | 9   | 11  | 29  | 38   | 36    |
| 10  | Ferro Carril Oeste          | 30    | 9  | 11  | 10  | 29  | 33   | 33    |
| 11  | Rosario Central             | 30    | 7  | 14  | 9   | 28  | 37   | 38    |
| 12  | Chacarita Juniors           | 30    | 9  | 9   | 12  | 27  | 32   | 48    |
| 13  | Gimnasia y Esgrima La Plata | 30    | 6  | 13  | 11  | 25  | 27   | 36    |
| 14  | Estudiantes La Plata        | 30    | 6  | 12  | 12  | 24  | 36   | 47    |
| 15  | Argentinos Juniors          | 30    | 4  | 9   | 17  | 17  | 26   | 45    |
| 16  | Newell’s Old Boys           | 30    | 1  | 14  | 15  | 16  | 19   | 51    |

### Klasyfikacja strzelców bramek 1964
| Gole | Piłkarz       | Klub                      |
| ---- | ------------- | ------------------------- |
| 17   | Héctor Veira  | San Lorenzo de Almagro    |
| 15   | Luis Artime   | River Plate               |
| 15   | Juan Cárdenas | Racing Club de Avellaneda |
| 15   | Juan Carone   | CA Vélez Sarsfield        |
| 15   | Ermindo Onega | River Plate               |